# Isla Gambier
La Isla Gambier (en inglés, Gambier Island), es una isla ubicada en Howe Sound cerca de Vancouver, Columbia Británica. Mide unos 17,049 acres (6,899 hectáreas),  y se encuentra a unos 10 km norte de la comunidad del Horseshoe Bay y la terminal de ferry en el extremo occidental de West Vancouver.
Escarpada y escasamente poblada, es menos concurrida que su vecina Isla Bowen, que es popular entre los excursionistas y veraneantes. Solo se puede acceder a ella mediante el servicio de pasajeros de B.C. Ferries, lancha colectiva u otros barcos. No existe una red vial central.
La isla elige dos fideicomisarios a las Islands Trust, una organización que une a las pequeñas comunidades insulares de la Columbia Británica para supervisar el desarrollo y el uso de la tierra. Otras islas en Howe Sound incluyen la isla Keats y la isla Anvil. La isla es parte de West Howe Sound, Área Electoral F dentro del Distrito Regional Sunshine Coast (SCRD) en la Sunshine Coast de la Columbia Británica, Canadá.

## Población
Hay alrededor de 125 residentes a largo plazo en Gambier, pero la población aumenta a más de 600 en verano debido a las casas veraniegas de la isla. El entorno escénico y la soledad de la isla la hace popular entre artistas y escritores.

## Comunidades
El embarcadero principal y área de asentamiento se llama New Brighton, en el lado oeste de la isla. El Puerto de Gambier, en West Bay, se encuentra al este, con otro embarcadero y un muelle para botes. En el extremo norte de la isla se encuentra Ekins Point. Las comunidades fuera de la red incluyen Douglas Bay, Daisy Bay, Gambier Acres, Ekins Point, Brigade Bay (coordenadas ), Fircom Plateau (coordenadas ), y Sea Ranch (coordenadas ).

## Instalaciones
Gambier Island tenía una tienda general (cerrada hacia 2010) y un Bed and breakfast. Las compañías de barcazas brindan servicio desde Gibsons y Horseshoe Bay para el transporte de artículos grandes. El servicio de bomberos está a cargo de voluntarios. No hay instalaciones de procesamiento de basura en la isla. Hay un centro comunitario.
El Parque Provincial Halkett Bay está ubicado en el sureste de Gambier.

## Historia
La gente Squamish llamó a la isla Cha7élkwnech, en referencia a sus profundas bahías protegidas. Era un área de caza de ciervos célebre y se utilizaba ampliamente para la recolección de recursos.
La isla fue nombrada por el capitán Richards en 1860 en honor a James Gambier, almirante de la flota inglesa que tuvo una distinguida carrera en su marina, fue gobernador de Terranova y se desempeñó como negociador del Tratado de Gante que puso fin a la guerra de 1812, entre Gran Bretaña y Estados Unidos. El leñador Ken Reid cortó allí un abeto de 14 pies de diámetro en la década de 1930.